# Bravely Default
Bravely Default, conocido en Japón bajo el nombre de Bravely Default: Flying Fairy, es un videojuego de rol desarrollado por Silicon Studio para la consola portátil Nintendo 3DS. Bravely Default se estrenó en el 2012, y más tarde, en el 2013 se lanzó una edición extendida titulada For the Sequel (en Japón) o Where the Fairy Flies (resto del mundo), la cual se distribuyó en Japón, Europa y Australia. En el 2014, dicha edición se publicó en E.U.A. Square Enix se encargó del lanzamiento en Japón. Nintendo tomó control de su publicación en el extranjero. La jugabilidad se centra el sistema de batalla por turnos. Asimismo, se incluyó el sistema de trabajos con una mejora, en esta entrega se podía combinar las habilidades de los trabajos, así como aumentar la velocidad e incrementar la probabilidad de batallas. 
Bravely Default se ambienta en el mundo de Luxendarc, que se mantiene en equilibrio gracias a los cuatro cristales elementales protegidos por la ortodoxia del cristal, una religión con influencias alrededor del mundo. Agnès Oblige, vestal del cristal de viento, se ve forzada a emprender una aventura para 'despertar' los cristales, debido a que la Oscuridad amenaza con consumirlos. Se alía con Tiz Arrior, el único superviviente de una aldea destruida, Ringabel, un amnésico casanova que posee un diario que predice el futuro, y Edea Lee, una desertora del ejército de Eternia cuya misión era capturar a Agnès.
Su desarrollo comenzó como una secuela del juego de rol Final Fantasy: The 4 Heroes of Light. El juego mantiene algunas mecánicas de la franquicia Final Fantasy, sin embargo, tiene su propia historia y características únicas en cuanto a jugabilidad. El productor de The 4 Heroes of Light, Tomoya Asano, regresó para desarrollar Bravely Default. Naotaka Hayashi escribió la narrativa del juego, lo trajeron de la compañía 5pb. debido a su previo trabajo con la serie Steins;Gate. Los personajes fueron diseñados por varios artistas, incluyendo al director en arte Akihiko Yoshida y Atsushi Ōkubo. El juego se inspiró en varias series de televisión y videojuegos del lado este del mundo. Del mismo modo, hubo aspectos individuales influenciados por la serie de Dragon Quest y Higurashi When They Cry. La música la compuso Revo de Sound Horizon, su diseño fue pensando con el fin de evocar una sensación de nostalgia a series clásicas como Dragon Quest y SaGa. 
Bravely Default se anunció por primera vez en septiembre (2011) como parte de la lista de lanzamientos del 2012 para la plataforma de Nintendo 3DS. Durante el período antes de su estreno, hubo varias demostraciones [demos] los cuales sirvieron como retroalimentación hacia los desarrolladores para crear un mejor juego. El título de For the Sequel fue el que se seleccionó para la publicación al extranjero, se hizo la traducción directa sin cambiar el título. Tanto en Japón como en su estreno internacional, Bravely Default fue recibido positivamente por los críticos y tuvo buenas ventas. Parte de los elogios venían de la combinación de mecánicas tradicionales y nuevos elementos, así como su narrativa, los gráficos y la música. Las críticas negativas fueron dirigidas a su jugabilidad repetitiva en lo niveles más avanzados y sus escasos elementos sociales, y poco enfoque sobre el audio. Esta entrega sentó bases para varias derivaciones del juego y otras historias. La secuela directa, Bravely Second: End Layer, se estrenó en el 2015 en Japón y tuvo su publicación mundial durante el 2016. Una remasterización en alta definición titulada Bravely Default Flying Fairy HD Remaster tiene previsto su lanzamiento para la plataforma Nintendo Switch 2 el 5 de junio de 2025.

## Jugabilidad
Bravely Default es un videojuego de rol (RPG) que cuenta con un escuadrón de cuatro personajes navegando el mundo fantástico de Luxendarc. La navegación de pueblos, mazmorras y el mapa del mundo se hace en tercera persona con una posición de cámara sobre la cabeza de los protagonistas: si el personaje se queda quieto, la cámara se aleja y hace un diferente enfoque. El ambiente y la acción se muestra en la pantalla superior del Nintendo 3DS, la pantalla inferior muestra el mapa general, de la mazmorra y de los pueblos, otra información como los puntos de vida (HP) del equipo, así como sus estados (confundidos, envenenados, paralizados, etc.) y el menú de ítems. En el mapa del mundo, el ciclo de día/noche influye sobre la presencia de tipos específicos de criaturas; más tarde, al avanzar en la historia, el jugador consigue un barco valor que hace más eficiente el viaje y permite el acceso a zonas que antes estaban bloqueadas. En los pueblos, los protagonistas pueden interactuar con PNJs (personajes no jugables), comprar objetos o hechizos en tiendas especializadas, comprar/vender armas y equipo en la armería, o descansar en las posadas para recuperar Puntos de Salud (PS) y Puntos de Magia (PM). En todos los escenarios del mapa, los protagonistas pueden encontrar tesoros que contienen objetos, armas o equipo. En espacios específicos, la opción para una "Charla de Equipo" aparecerá, dando al jugador la elección de empezar una conversación entre los miembros del equipo. Durante la exploración, enemigos normales aparecerán en encuentros aleatorios: fuera de batalla, se puede ajustar la probabilidad de estos encuentros [-100% o +100%]. El juego cuenta con diferentes niveles de dificultad, se puede ajustar el nivel fuera de combate.
Fuera de la historia principal, el juego hace uso de las funciones 'StreetPass' [red de conexión social del 3DS]. Un elemento central es la campaña para reconstruir el pueblo de Norende, destruida al inicio del juego. Se reconstruye en nuevo espacio una vez que se levantan los obstáculos y la zona está lista para usarse.  El proceso de reconstrucción incorpora los elementos sociales del StreetPass: los amigos que el jugador encuentra al usar esa función y las invitaciones que reciba vía Internet se convierten en 'residentes' del pueblo, estos trabajan para construir varias edificaciones incluyendo casas y tiendas. El tiempo requerido para un proyecto de construcción depende en el número de amigos/residentes asignados al edificio, puede tomar días, horas o minutos. Mientras más residentes tengan un proyecto, más rápido se completará el mismo. Conforme la reconstrucción de Norende progresa, el jugador será recompensado con nuevos objetos, ítems y equipo. Cada edificio ganará Puntos de Experiencia (EXP), mientras más aumente el nivel del edificio, mejores recompensas dará; los jugadores tienen la opción de ajustar el tipo de premio que recibirán al terminar una construcción. Los Nemeses son un tipo de jefe enemigo (especial) que aparece aleatoriamente en la esa región. Al derrotarlos se puede conseguir ítems raros/especiales.

### Sistema de Combate
Las batallas se dividen en dos tipos: encuentros aleatorios con enemigos estándar y escenarios de batalla contra jefes. El sistema de combate se basa en ataques por turnos: ambos lados pueden realizar una o varias acciones, cada personaje tiene sus propios movimientos y comandos. Las acciones incluyen atacar con el arma en mano, usar magia o usar un ítem. Asimismo, el equipo tiene la opción de escapar batallas. Esto no aplica para jefes y otros enemigos especiales o ser anulada por movimientos (ej: parálisis). Una parte única de este sistema de combate son las opciones de Bravely y Default. Los Brave Points (BP) dictan el número de acciones que un protagonista o enemigo puede hacer en un turno, así como su necesidad para realizar ciertas habilidades. El equipo del jugador puede usar los BP hasta llevarlos a puntos negativos, permitiendo hacer 4 movimientos en un solo turno. Sin embargo, cuando los BP están en negativo, ese personaje tendrá que esperar a que el contador de BP regrese a 0 antes de poder realizar otra acción. Los BP se recuperan, usualmente, cada turno. Por otra parte, un personaje puede hacer Default, lo que va acumulando BP y entra en posición defensiva, reduciendo el daño recibido por ataques. Bravely Second es un poder 'extra', su característica es que puede para el tiempo para el adversario, permitiendo que todos los protagonista hagan 4 movimientos sin usar BP. Para hacer uso de esta habilidad, se requiere de SP, una moneda especial que se puede conseguir de dos formas: dejando el 3DS en modo sueño o comprando, con dinero real [microtransacciones], bebidas regenerativas de SP. Por otro lado, la velocidad de la batalla puede modificarse (más rápido, lento o normal) al gusto del jugador.
Junto al sistema de combate, está el sistema de trabajos. Al inicio, todos los protagonistas son Freelancers. Conforme derrotan jefes humanos pueden ir consiguiendo gemas llamadas Asterisks. En el juego hay 24 trabajos, van desde ágiles como Valkyrie y, Magos Blanco u Oscuro que se especializan en magia para curar o atacar. Cada trabajo tiene sus debilidades y fortalezas en batalla. Fuera de combate, a los protagonistas se les puede asignar cualquier trabajo disponible. Además de las habilidades del trabajo seleccionado, se pueden aprender otras habilidades de otro trabajo, abriendo las posibilidades para varias combinaciones de habilidades en batalla. Al obtener el trabajo de Invocador, los personajes pueden invocar criaturas para atacar con alto porcentaje de daño. Los personajes de los amigos conocidos por StreetPass, también pueden invocarse: mientras más invoques a ese amigo, más efectivos serán sus movimientos y acciones. La descripción de enemigos derrotados, así como recapitulaciones de la narrativa y pequeñas descripciones de los lugares visitados, pueden encontrarse en el diario de D [ítem].
Bajo ciertas condiciones, los protagonistas pueden hacer Movimientos Especiales, acciones modificables ancladas al trabajo seleccionado: después de seleccionar y ejecutar el Movimiento Especial, a todo el escuadrón se le dará una mejora por tiempo limitado. Este período se resalta por música diferente a la de una batalla común. Varios efectos y elementos pueden añadirse al Movimiento Especial, así como efectos de daño/resistencia/debilidad elemental, efectos sobre el estado del enemigo (confundido, parálisis, enamorado, etc.) y/o para recuperar HP o MP seguido de inmunidad a estados (confundido, parálisis, enamorado, envenenamiento, maldición, etc.). Las modificaciones para el Movimiento Especial se pueden conseguir una vez que se construye una tienda especial en Norende. El EXP que se consigue después de una batalla, se usa para aumentar el nivel de los trabajos, desbloqueando nuevas habilidades y mejorando las características de batalla (HP y MP) de los protagonistas. Los bonos después de combate, se consiguen si se cumplen condiciones específicas. Las habilidades únicas de trabajos y otras habilidades globales se pueden 'tomar prestados' de los amigos StreetPass, mediante una función llamada Abilink, sin importar el nivel de los personajes.

## Sinopsis
Bravely Default se centra en el mundo de Luxendarc, se mantiene en balance debido a 4 cristales elementales que están siendo protegidos y alabados por la religión global de Crystal Orthodoxy. Un día, la Oscuridad consume los cristales, causando que el mundo caiga en caos, seguido de múltiples calamidades. Agnès Oblige, vestal del Cristal del Viento, escapó mientras los creyentes del templo peleaban para protegerla. Al mismo tiempo, un abismo se abre bajo el pueblo de Norende, dejando un único sobreviviente, Tiz Arrior. Regresa al abismo con esperanzas de encontrar otros sobrevivientes, encuentra a Agnès y su hada acompañante, Airy. Los tres son atacados por fuerzas enemigas provenientes del Ducado de Eternia, su objetivo es detener a Agnès antes de que despierte los cristales. Después de derrotar a los soldados, Tiz decide viajar junto a Agnès como su protector. Se dirigen hacia Caldisla, ahí encuentran y se une Ringabel, un psíquico vagabundo que guarda un libro con predicciones sobre el futuro, asimismo, Edea Lee, un soldado de Eternia que se desilusiona después de que su comandante llevó a cabo una serie de crímenes de guerra. El grupo logra entrar a 3 de los 4 templos, Agnès activa los cristales y los libera a la Oscuridad mientras las fuerzas de Eternia tratan de detenerla. Durante su viaje, el antiguo sabio Yulyana y el inmortal Lord DeRosso ayudan a los protagonistas. El escuadrón llega a Eternia, donde está resguardado el Cristal de Tierra, pero se ven forzados a pelear contra el líder del Ducado, el padre de Edea, Braev Lee. Una columna de luz aparece en el abismo tan pronto el Cristal de Tierra es activado, Airy les pide a los protagonistas que la lleven al Pilar de Luz. Sin embargo, después de que el grupo derrota al mejor amigo de Edea, el Caballero Oscuro Alternis Dim, sorprendidos de que la cara de Dim es idéntica a la de Ringabel, el ritual de Airy los manda a un mundo paralelo. 
El proceso se repite varias veces: en cada uno de los cinco mundos a los que se les transporta, encuentran y activan los cristales consumidos por la Oscuridad, Airy hace el ritual en el pilar de luz y los manda a otro mundo paralelo. En cada dimensión, los protagonistas van encontrando diferencias de los evento que habían vivido en el mundo real y van descubriendo, gradualmente, la verdad de ellos y de sus enemigos. Gran parte de la élite de Eternia, quienes fueron rechazados por el Orthodoxy, fueron protegidos de Braev; Yulyana y DeRosso revelan que son aliados de Braev y que su plan era 'limpiar' la corrupción que era el Orthodoxy siendo ellos la clave para el éxito. Durante la travesía del grupo, el Sabio Yulyana y el inmortal DeRosso dan pequeñas advertencias a Tiz y Agnès sobre las intenciones del hada Airy. Ringabel revela que es una versión de Altermis Dim, el cual fue arrastrado a Luxendarc, lentamente recupera su memoria y recuerda que quería ahuyentar a los protagonistas del mundo antes de Airy los asesinara una vez que se convirtiera en un monstruo. En realidad, Airy estuvo manipulando a los protagonistas para usar los cristales para conectar el mundo paralelo y el real, y que su Maestro, el demonio Ouroboros, pudiera alcanzar y conquistar el Reino Celestial.
Dependiendo de las acciones del jugador, se pueden tomar dos camino. La ruta normal sucede cuando Agnès destruye un cristal después de que descubre el engaño de Airy, el hada los ataca por enojo. Los protagonistas proceden a perseguirla hacia la Aurora Oscurar, un reino de oscuridad cerca del abismo. Al derrotar a Airy, expresa unas últimas palabras explicando qué Ouroboros continúa siendo una amenaza para su mundo. La ruta canónica consiste en despertar los 4 cristales en las diferentes dimensiones, Airy se revela. Los protagonistas se dirigen hacia Yulyana y DeRosso, los cuales le dan al equipo el mensaje de un 'ángel', una versión de Agnès proveniente de otro mundo donde es traicionada por Airy; el Sabio y el Inmortal estaban preparados para la llegada de Ouroboros explicando al equipo cómo derrotar a Ouroboros. Se aventuran hacia la Aurora Oscura y derrotan a Airy, quien es devorada por Ouroboros. Después de que se revela que Tiz está vivo gracias a un ser del Reino Celestial, Ouroboros ataca, pero DeRosso se sacrifica para evitar que el demonio se regenere. El equipo es detenido, temporalmente, mientras que Ourboros consume mundos para recuperar su fuerza, sin embargo, versiones alternas de los protagonistas quiebran las conexiones de Ouroboros, proporcionando una oportunidad al escuadrón para derrotar al demonio. Antes de que las puertas entre mundos se cerraran, el equipo regresa a su respectiva dimensión. 
Un año después, Agnès y Edea regresan a sus grupos respectivos para arreglar las relaciones entre la nueva Orthodoxy y el Ducado, mientras tanto, Ringabel misteriosamente desaparece. Tiz queda en coma después de haber ido al cementerio de Caldisla, donde libera a un ser Celestial atrapado dentro de él. En un avance especial para la secuela, Tiz despierta en un tanque de apoyo en Eternia, justo antes de que fuera rescatado por la misteriosa Magnolia Arch.

## Desarrollo
El productor, Tomoya Asano, explica que el desarrollo de Bravely Default comenzó como una secuela del juego Final Fantasy: The 4 Heroes of Light (2009) y que formaría parte de la franquicia de Final Fantasy. Después de terminar con The 4 Heroes of Light, Asano pensó sobre que quería hacer después. A pesar de la opción para desarrollar algo dentro de las franquicias de Square Enix, él quería hacer algo nuevo, establecer una nueva marca. Durante esta primera fase, el equipo de desarrollo original contactó a Silicon Studio, quienes sus trabajos consistían en hacer middleware. Silicon Studio desarrolló una demostración, muy bien recibida, de Bravely Default, por lo tanto, se les puso a cargo del desarrollo del juego completo. Sin importar que se haya alejado de la franquicia de Final Fantasy, se mantuvieron varias mecánicas de batalla y ambientaciones similares al mundo de Final Fantasy. De acuerdo con Asano, esa decisión se pensó para mantener la forma original del nuevo proyecto y darles a los jugadores familiarizados con los juegos de Final Fantasy, una sensación de comodidad y nostalgia. Más tarde, es una sesión de preguntas por los fanes, Asano confirma que diseñó una narrativa al estilo de Final Fantasy para que los usuarios tuvieran un poco de conflicto al entrar al mundo. El argumento y jugabilidad estuvieron influenciados fuertemente por videojuegos y series de televisión americanos. Asano describe el resultado como un "RPG japonés con algo de contenido americano". El reto principal para el equipo fue desarrollar Bravely Default como un RPG tradicional sin utilizar muchos elementos nostálgicos. A pesar de la idea anterior, como el equipo eran fanes Final Fantasy y Dragon Quest, agregaron algunas características nostálgicas para jugadores veteranos y para gusto de los usuarios entrantes. Asano quería conectar lo que él considera los 3 núcleos 'clave' de un RPG (batallas, crecimiento y conexión) a Bravely Default. Un elemento importante fue crear una experiencia casual que todos pudieran disfrutar, incluso si nunca habían jugado un RPG.
Durante el desarrollo, el equipo decidió precisar el juego hacia los fanes de los juegos de rol japonés, ya que creían que el proyecto no estaba adecuado para un lanzamiento en el extranjero en esa época. En las primeras fases de desarrollo, Bravely Default iba a ser un juego de acción RPG, la categoría de juego con el Silicon Studios estaba más familiarizado después de su trabajo con 3D Dot Game Heroes. Al desarrollar una demostración prototipo, Asano decidió que se haría un sistema de batalla más tradicional, un modelo basado en turnos. Las funciones interdependientes de los sistemas 'Bravely' y 'Default' pasaron por varios cambios durante el proceso de desarrollo. Inicialmente, Asano quería un sistema similar al de Tensión, usado en múltiples juegos de la franquicia de Dragon Quest. Sin embargo, el diseñador, Kensuke Nakahara, quería algo mucho más emocionante para los jugadores. Del mismo modo, Nakahara sentía molestia ya que la mayoría de los jefes en Dragon Quest y Final Fantasy podían hacer dos o más acciones por turno, mientras que los protagonistas solo hacían uno. Después de pensarlo, Nakahara escogió un sistema donde los personajes pudieran acumular puntos cuando no hacían ninguna acción en los turnos, permitiendo hacer más acciones por turno con esos puntos guardados. El concepto sobre el diario de D, un libro que ofrece un vistazo más profundo al mundo de Bravely Default, fue inspirado por un sistema parecido proveniente de Higurashi When They Cry. En las últimas etapas de desarrollo, el equipo tuvo que hacer muchos cambios de último minuto para asegurar que el juego fuera una experiencia satisfactoria el día de estreno. Debido a las mecánicas del juego, balancear el juego fue una parte importante del desarrollo.
Asano definió el concepto central de Bravely Default como "todos pueden jugarlo", enfocándose en los aspectos positivos y que el juego resalte en el mercado por sus características sociales. Las funciones sociales tienen tres elementos diferentes: la habilidad para usar el StreetPass y que amigos ayuden a reconstruir Norende, poder invocar a un personaje de algún amigo durante la batalla, y la opción de "Abilink" que permite tomar prestados habilidades [niveles] de trabajo de otras personas. Las versiones iniciales de dichas funciones no estaban tan elaboradas a comparación con el producto final. El pueblo de Norende se pensó para que todo se pudiera ver en una sola pantalla, pero por sugerencia de Asano, se cambió para que la vista sea más dinámica y los jugadores pudieran 'mover' la imagen y ver otras cosas. La opción de invocación iba a ser un pequeño movimiento del personaje invocado, sin embargo, se cambió a una escena más elaborada. El texto que aparece al invocar suponía compartir elementos básicos con otras funciones, no obstante, Asano quería algo que impactará más y se cambió por algo más florido. Esta decisión fue influenciada por una secuencia donde aparecía el grupo idol japonés AKB48 en un drama televisivo. El uso de StreetPass se incorporó para diferenciar Bravely Default de otros RPG's de la época, formando parte de la visión de Asano para crear algo nuevo. Una característica especial del juego eran las pequeñas escenas de realidad aumentada (AR). Las escenas AR fueron desarrolladas usando un software que les ofreció Nintendo y se implementó en el juego por Silicon Studios. Otra mecánica especial del juego fue usar la cámara para proyectar una imagen del jugador dentro del campo de batalla durante la pelea con el jefe final.
La música la compuso Revo, líder del grupo musical Sound Horizon. Asano contactó a Revo para explicarle sobre la colaboración en el juego, ya que había escuchado el álbum Chronicle 2nd y sentía interés por incluirlo en el proyecto. En su período de trabajo, Revo pudo ver el ROM del juego, discutir la visión del juego y los objetivos del desarrollo con Asano. El primer trato fue hacer entre 20 y 30 canciones, sin embargo, Revo sintió que había situaciones que requerían de su propia música, duplicando la cantidad de canciones. Revo se enfocó en crear un estilo musical nostálgico, haciendo referencia a la música y atmósfera de Final Fantasy, Dragon Quest y la serie de SaGa. En las grabaciones, las canciones tenían títulos descriptivos, por ejemplo: "Escena de Batalla Normal" o "Canción de Asterisk Holder Warfare". Se crearon varias canciones para las fases de batalla, cada una tenía un tempo diferente que iba aumentando conforme la tensión de la pelea crecía. Las sesiones de grabación estuvieron relacionadas con la creación de los sonidos del juego, de esa forma, la música cabría en el limitado espacio de memoria del 3DS sin perder mucha calidad. Una vez que la música quedó grabada, se diseñó un sonido ambiental para que la música se escuchara bien por las bocinas del 3DS. Mientras hubo preocupación sobre las limitaciones en la memoria del cartucho para el 3DS, se probó que no fue un reto muy demandante.

### Escenario y diseño de personajes
El título del juego representa el tema principal de 'autosuficiencia': no seguir ciegamente la voluntad de otros, y que el jugador siga su propia voluntad. "Bravely" es un símbolo de valor, "Default" simboliza la negación. El subtítulo fue uno de muchos que se propusieron por parte del equipo, se escogió después de Asano le diera el nombre oficial al personaje de Airy: antes de darle nombre, solo se referían a ella cómo un "personaje tipo Navi". Asimismo, el subtítulo era un código referencial sobre la verdadera intención de Airy y la separación entre el juego y la franquicia de Final Fantasy. Las palabras clave que se dieron para la primera ambientación del escenario fueron "gran hoyo", refiriéndose al Gran Abismo debajo de Norende, y "mundo paralelo" el cual se refiere a las diferentes de versiones de Luxendarc en las que entra el jugador. La mayoría de los escenarios y misiones secundarias tuvieron actuación de voz, los protagonistas tienen mucho diálogo a comparación de otros personajes. Las invocaciones estuvieron basadas de varios elementos clásicos: máquinas modernas y diferentes mundos mitológicos.
El guion del juego fue escrito por Naotaka Hayashi, un escritor en 5pb y destacable por su novela visual de Steins;Gate.Después de jugar todo Steins;Gates por recomendación de otro empleado, Asano decide que Hayashi sería capaz de crear personajes interesantes y los escenarios llamativos que la narrativa necesitaba, y preguntó a 5pb. si Hayashi podría trabajar en el proyecto de Bravely Default. Otra razón por la que Asano quiso a Hayashi fue por el constante uso de los mundos paralelos en la narrativa. El trabajo de Hayashi involucró crear el argumento y la ambientación para los personajes. Hizo gran parte del diálogo del juego, se pasó el proyecto a escritores de Square Enix y Silicon Studio para agregar más detalle a los diálogos. Uno de los escritores suplentes, Keiichi Ajiro de Silicon Studio, escribió el contenido del Diario D. Ajiro también creó, junto a Asano, las bases iniciales de la narrativa. La base inicial de la historia era simple, pero conforme fue avanzado el desarrollo se fue haciendo más compleja. Durante su trabajo, Hayashi recibió guías por parte de Square Enix sobre los personajes y la narrativa: Asano quería que los héroes y antagonistas fueran igualmente llamativos y aumentar la edad de los jugadores a los que se quiere enfocar el juego. Algo que Hayashi necesitaba recordar constantemente era no hacer los segmentos de diálogo muy largos. Mientras que las novelas visuales tienen mucho soporte para una cantidad extensa de diálogo, Asano pidió que las oraciones se mantuvieran en un límite de 22 caracteres y que no hubiera muchos cuadros de texto.
El personaje principal fue diseñado por el director en arte, Akihiko Yoshida, sus trabajos más destacables incluyen Final Fantasy Tactics y Tactics Ogre: Let Us Cling Together. En contraste con sus proyectos anteriores, Yoshida creó los diseños del juego utilizando un estilo de diseño y de color más llamativo. Sus ilustraciones de Agnès se enfocaron en representar su solidaridad y conocimiento de su destino, mientras resalta su ternura y personalidad de madre (cuidadora). El diseño de Tiz no supone transmitir una personalidad fuerte, ya que 'es' la parte que representa al jugador. Para la ambientación de juego, las ilustraciones de Yoshida se basaron en literatura para niños europea. El ambiente dentro del juego como los pueblos y el supramundo se crearon utilizando un mapa dibujado en forma especial para diseñar un fondo pseudo-3D. Este estilo supone emular libros de ilustraciones para niños. Para terminar de definir el estilo y las ilustraciones, se tomó mucho tiempo de ensayo y error. El diseño para los personajes secundarios los hicieron otros artistas: Atsushi Ōkubo, trabajó en el manga de Soul Eater, diseñó la vestimenta para los trabajos de Einheria y Valkyrie. Hideki Ishikawa, trabajó para los diseños de Lord of Vermilion (un juego de arcade), diseñó al Profiteur y el Mercader. Los trabajos de Kamiizumi y el Maestro de espadas fueron diseñados por Dorin Makoto, su más notable trabajo fue en la serie de Sengoku Basara. El Mago Rojo, Flore DeRossa y el trabajo de Mago Rojo fueron diseñados por Take, quien anteriormente trabajó en la novela ligera de Katanagatari. El trabajo de Qada y del Creador de Medicinas fueron diseños de Midori Foo, artista que trabajó en múltiples novelas ligeras y juegos en línea.

## Lanzamiento
Bravely Default fue anunciado por primera vez en el mes de septiembre del 2011. Se utilizó el título original (Japonés) en la lista de lanzamientos para el 2012 de Nintendo 3DS, se presentó junto otros títulos como Monster Hunter 4 y Fire Emblem Awakening. Entre febrero y septiembre del 2012, cinco demostraciones [avances jugables] se estrenaron vía la tienda virtual - Nintendo eShop. El primer demo mostraba a Agnès y resaltaba el control de los personajes. El segundo, se estrenó en marzo, destacado por el personaje Tiz y el proceso de exploración en pueblos. El tercer demo, se publicó en junio, dio introducción al personaje de Edea y al sistema de combate. El cuarto demo, se estrenó en agosto, salía por primera vez el personaje de Ringabel, mostraba los trabajos y los sistemas de modificación de personajes. El quinto y último tuvo su lanzamiento en septiembre, incluía funciones de las demostraciones previas, elementos sociales como la Invocación de Amigos, el uso del Abilink y el proceso de reconstrucción de Norende. Con el estreno de la quinta demostración, la venta de los otros demos se detuvo. Los avances se hicieron a la par del juego principal, tomando puntos clave del juego para preparar una experiencia única e individual para los demos. La función de las demostraciones era dar retroalimentación a los desarrolladores para poder hacer arreglos en el juego. Cada demo incluía una pequeña película de AR de cada uno de los personajes principales.
Bravely Default se estrenó el 11 de octubre del 2012. Fue publicado por Square Enix. Aparte de la edición estándar, Square Enix elaboró una edición de colección exclusiva de su tienda en línea. La edición para coleccionistas contenía: un póster de realidad aumentada (AR), la banda sonora del juego, un libro de ilustraciones originales y una funda ambientada al mundo de Bravely Default para 3DS. Se desarrolló contenido descargable en forma de vestimentas adicionales para los personajes, se podían conseguir por medio de códigos promocionales y, después de cierto tiempo, los podían comprar en la eShop. La versión actualizada del juego, titulada Bravely Default: For The Sequel, se anunció en agosto del 2013 en la revista semanal de Weekly Shōnen Jump, tendría su estrenó el 5 de diciembre del mismo año. For The Sequel se desarrolló para que tuviera cerca de 100 mejoras y arreglos: más espacios para crear una nueva partida, más niveles de dificultad, la opción de autoguardado, escenas para eventos secundarios, nuevos elementos para el sistema de batalla como la habilidad de "Bravely Second", subtítulos en diferentes idiomas, etc. Estas mejoras se hicieron basándose en un cuestionario, mandando por la compañía, después del estreno de la versión original. De acuerdo con los empleados, For Te Sequel se pensó como una "versión de prueba" para la secuela, la cual comenzó su desarrollo después del éxito de la primera entrega.

### Traducción
Antes de cualquier anuncio oficial sobre su lanzamiento en el extranjero, Bravely Default fue mencionado por varios periodistas como el juego que tenía que traducirse para el mercado americano. En octubre del 2012, Asano revela que no había planes para una traducción, pero si veía que los fanes insistían, la petición se haría realidad. Su traducción fue oficialmente anunciada en abril (2013). Nintendo se encargó de estrenar el juego fuera de Japón. La versión para el Oeste se basó en la edición extendida de For The Sequel. Se estrenó en Europa durante el mes de diciembre del 2013. Un falso reporte de Nintendo indicaba que la publicación en Europa se retrasaría hasta el 2014, más tarde, Nintendo de Europa aclaró el malentendido. En Australia se estrenó el 7 de diciembre del 2013. En E.U.A se estrenó hasta el 7 de febrero del 2014. Tanto en E.U.A como en el Reino Unido, una edición de colección se anunció, contenía la banda sonora, el libro de ilustraciones y más de 30 cartas de realidad aumentada (AR). Para la versión del Reino Unido, se incluyó, además, una figura de Agnès. El juego también tuvo su publicación en Corea del Sur (16 de abril del 2014), sin embargo, no se tradujo a coreano, poniéndose en contraste con otras entregas de Nintendo como Shin Megami Tensei IV.
La compañía de Bill Black, Binaria Sonori, manejó la traducción del juego. Sus trabajos anteriores incluyen los proyectos de Demon's Score de Square Enix y World of Warcraft: The Burning Crusade de Blizzard Entertainment. Un empleado especial para el proyecto, Timothy Law, un editor en traducciones para Square Enix, supervisó que la traducción fuera adecuada, así como las grabaciones de voz para el juego. Un reto para la traducción fue crear chistes y juegos de palabras similares a la versión en japonés. Un ejemplo de lo anterior es con el trabajo de 'Performer' y el dueño del Asterisks, al cual se le necesitó hacer un cambio en su primer nombre, tomando en cuenta la forma en la que los europeos perciben los géneros (masculino/femenino). Otro caso fue la necesidad de cambiar chistes que solo funcionan en la versión japonesa, como Agnès al comentar que encontró "un amuleto de la suerte". El subtítulo "Flying Fairy" se tuvo que eliminar para el lanzamiento en el Oeste debido al posible malentendido que podría generar, ya que la gente pensaría que es un juego para todos, no obstante, la cultura de Japón tiene un significado diferente para este subtítulo, un ejemplo de barrera cultural. Los actores de voz para la versión en inglés se seleccionaron cuidadosamente para que parecieran a las voces en japonés, algunos ajustes tuvieron que hacerse a los personajes para que la actuación quedara bien: Ringabel se hizo más galán, y el gruñido de enojo de Edea cambio en las diferentes versiones. El juego usa los doblajes en japonés e inglés como voz principal y los acompaña con subtítulos en diferentes idiomas. En la edición para el extranjero, se censura el contenido con material sexual, el cual sí sale en la versión original: las edades de los personajes se aumentaron para que no fueran menores en estándares europeos y americanos, de 15 años pasaron a tener 18, y la vestimenta de los personajes femeninos se cambió para que fueran menos reveladores.

## Recepción
La narrativa tuvo buenas opiniones. Famitsu fue muy positivo acerca de la historia, sin embargo, los críticos no dieron datos específicos. Edge Magazine, habló del argumento como algo "detallado y completo", destacando las sorpresas que presenta en el género y la ambientación oscura de la narrativa, a pesar de ser opacada por la calidad del guion. Andrew Fitch, de Electronic Gaming Monthly, explica que disfrutó el argumento y los personajes, en algunas ocasiones fueron "emocionantes", mientras Ben Moore, de GameTrailers, destaca el miedo de la narrativa para tomar riesgos sin importar los cambios interesantes, y que partes de la historia eran desmeritadas por giros de trama más importantes. Jeff Marchiafava, de Game Informer, expresa que tanto el argumento como los personajes "estaban llenos de clichés", y se expresó del diálogo como "excesivamente prolijo" sin importar las mejores hechas, después del lanzamiento, a ambos aspectos. Simon Parkin, escritor para Eurogamer, sintió que la narrativa fue menos "inusual" comparada con otros aspectos, sin embargo, felicitó su voluntad de probarse así misma y disfrutó la gentil inclusión de otros géneros por parte de Hayashi. John Robertson, escritor para GameSpot, tuvo una opinión negativa, explicando que empezó de una forma mediocre y que el juego no pudo cambiar su primera impresión. David Evans, de IGN, elogió a los protagonistas por su fuerza, pero menciona que la historia tenía dificultades para explicarse. Danielle Riendeau, Polygon, a pesar de lo llamativo de los personajes, sintió que la historia fue "un aglomerado de varios géneros y no algo único o acercamiento original a algún tipo". Chandra Nair, Official Nintendo Magazine, destaca el desarrollo de personajes y de narrativa como "extremadamente impresionante". Del mismo modo, Bradley Halestorm, Hardcore Gamer, encontró que la narrativa es sólida y los protagonistas muy entretenidos. Alex Fuller, de RPGamer, se expresa de los personajes principales como disfrutables, destacando las Charlas de Grupo, y que disfrutó la historia a pesar de que al inicio su premisa fuera predecible.
La jugabilidad fue lo que más destacó. El crítico de Edge, disfrutó mucho de las engañosas, pero simples mecánicas de Bravely y Default, a pesar de haberlas descrito anteriormente cómo "hinchadas". Asimismo, Fitch elogió las mecánicas de juego, no obstante, declara que los elementos sociales no fueron un éxito. Moore felicitó el sistema de combate y la implementación de los Trabajos, no le dio importancia a la necesidad de jugar más tiempo para desbloquear el verdadero valor de cada trabajo. También destaca las opciones para ajustar las probabilidades de encuentros aleatorios, así como aumentar o disminuir la velocidad de la batalla; las funciones sociales, para Moore, fueron actividades secundarias entretenidas. Marchiafava encuentra que el sistema de combate, así como el de trabajo, se mantuvieron fuertes durante todo el juego, al igual que Moore, disfrutó las funciones sociales. Nair fue positiva acerca del detalle y estrategias que la jugabilidad ofrecía, a pesar de criticar la cantidad exagerada de opciones que terminaban aumentado el tiempo invertido en una sola batalla. Evans y Robertson felicitaron el sistema de combate y el estilo de juego en general; Robertson hablando de estas características como algo innovador dentro del género. Riendeau explica que el detalle y calidad del sistema de combate le proporcionaba una sensación de grandeza cuando lograba derrotar a sus enemigos, pero vio tediosa la necesidad de jugar por mucho tiempo para conseguir puntos de experiencia en niveles más avanzados del juego, lo cual impactaba negativamente su visión del proyecto. Parkin se refiere a las funciones de Bravely y Default como la parte "central - y brillante" del juego. Fuller, expresando su opinión sobre las microtransaciones - "una pérdida de dinero", disfrutó mucho las mecánicas de batalla y sus cualidades amistosas para nuevos usuarios. Halestorm comparte la opinión positiva acerca del sistema de combate, asimismo, elogió la cantidad y calidad del contenido dentro del juego. Muchos críticos compararon en forma positiva, el estilo de juego con las primeras entregas de Final Fantasy. Varios críticos extranjeros, hablaron de forma negativa acerca de lo repetitivo que se ponen las últimas partes del juego.
Los gráficos y la presentación del mundo tuvieron críticas positivas y negativas. Famitsu elogió los gráficos del juego; Edge admiró el estilo del arte y diseño de las criaturas, y estuvo contento que las limitaciones de hardware que tenía The 4 Heroes of Light no aparecieran en Bravely Default. Marchiafava habla de los gráficos como algo "bello" y felicitó a la banda sonora, no obstante, al referirse a la actuación en inglés menciona que "puede ser un gusto o fracaso". Fuller quedó menos impresionada por todo lo visual, pero destaca que la música fue algo excelente. Halestorm, mientras que no considera que los gráficos del juego fueran los mejores en 3DS, felicita el estilo y la perfecta ejecución de los efectos 3D, se expresa de la banda sonora como algo "hipnotizante". Nair elogió el audio del juego, a pesar de que no hubiera mucha variedad, destaca los aspectos visuales por ser "hermosos". Evans declara que el diseño de los personajes fue "simple y llamativo", asimismo se expresa sobre las ilustraciones de fondo. Riendeau comenta que el estilo de las ilustraciones la mantuvo entretenida, algo que la narrativa no pudo hacer. Parkin expresa que el arte de fondo es "algo que nunca había visto". Robertson se refiere al estilo de arte como "impactante y entretenido".

### Ventas
En su primera semana, Bravely Default alcanzó los primeros lugares en ventas con 141,529 unidades, destacado como una venta impresionante para una franquicia nueva. Tenía un probabilidad de venta de más de 85%, siendo una mejoría en probabilidad de ventas a comparación de su predecesor, The 4 Heroes of Light. A finales de enero del 2013, la ventas del juego alcanzaron más de 300,000 copias en Japón. For the Sequel tuvo su debut en las tablas cuando se posicionó en 8.º lugar, vendiendo 35,617 unidades. Para el 2014, For the Sequel ya había vendido 59, 300 unidades, marcándolo como el 160° juego mejor vendido ese año. En E.U.A, Bravely Default tuvo un inicio fuerte, alcanzó el décimo lugar en las tablas, con 200,000 copias vendidas. En julio del 2014, se reportó que Bravely Default había vendido 1 millón de copias a nivel internacional: 400,000 en Japón y 600,000 en el extranjero. Bravely Default 2 vendió 136.091 copias físicas en Japón en sus 2 primeros meses (de acuerdo a información proporcionada por Media Create).

### Premios
Famitsu premió el juego con su "Rookie Award" en la celebración de premiación 2012. Recibió el 'Premio al Consumidor' por parte de Dengeki Online (2012) el cual se le dio por ganarle a Persona 4 Golden (2.º lugar) y Rune Factory 4 (3er lugar). En los Japan Game Awards, recibió el premio 'Future Game Award' en el 2012, así como el 'Excellence Award' en el 2013. Más tarde ganó el premio al 'Juego del Año' (2014) por parte de GameSpot. Durante la premiación del National Academy of Video Game Trade Reviewers 2014 (NAVGTR), Bravely Default fue nominado en la categoría de 'Juego de Rol Original'. Se catalogó por IGN y GameSpot como uno de los mejores juegos para 3DS en el 2013 y 2014.

## Legado
El éxito del juego fue algo que tomó por sorpresa a Square Enix, ya que ellos pensaban que por al identidad del título como un juego de rol tradicional, no iría a llamar la atención; lo anterior provocó que reconsideraran sus estrategias para el desarrollo de próximos juegos, se enfocarían no solo en Japón, sino al mercado internacional. De acuerdo con los desarrolladores, nadie creía que el juego se publicaría en el extranjero, les sorprendió ver la retroalimentación positiva por parte de los fanes. Una historieta japonesa titulada Bravely Default: Flying Fairy, comenzó su publicación en línea en la página de Famitsu. Dos volúmenes se estrenaron en el 2015 y el 2016. Dos libros extras, bajo el nombre de Bravely Default: The Pocketbook of R, se estrenaron en el mes de diciembre del 2013. Además de los libros, dos CD de drama que contenían historias secundarias, se estrenaron a lo largo del 2013 y el 2014. La música del juego apareció como contenido descargable en Theatrhythm Final Fantasy.
Un juego en línea, titulado Bravely Default: Praying Brage, comenzó su primer demo abierta el 11 de noviembre del 2012. Fue desarrollado por NHN Hangame, la ambientación del juego sucede 200 años después de la primera entrega e incluye nuevos protagonistas relacionados con los 4 cristales elementales de Luxendarc. Otro derivado, Bravely Archive: D's Report, se estrenó para dispositivos móviles el 22 de enero del 2015. Al igual que Praying Brage, este título también se centró en el futuro, proponiendo un escenario alternativo de los eventos en Bravely Default, los protagonistas de Praying Brage estaban en el juego. En agosto de ese mismo, D's Report había alcanzado la meta de 4 millones de descargas. Una secuela del juego original, se había confirmado para su desarrollo a principios del 2013. Esta nueva entrega recibiría el nombre oficial de Bravely Second: End Layer, cuando se anunció en diciembre del 2013. Se estrenó en Japón durante el 2015 y en el extranjero se publicó en el 2016. En una entrevista con la revista japonesa, Dengeki, Asano explica que le gustaría estrenar un nuevo título de franquicia cada año.